# La Chapelle-Launay
La Chapelle-Launay (bretonsko Chapel-ar-Wern) je naselje in občina v francoskem departmaju Loire-Atlantique regije Loire. Leta 2012 je naselje imelo 2.803 prebivalce.

## Geografija
Kraj leži v pokrajini Bretaniji 27 km vzhodno od Saint-Nazaira.

## Uprava
Občina La Chapelle-Launay skupaj s sosednjimi občinami Blain, Bouée, Bouvron, Campbon, Cordemais, Le Gâvre, Lavau-sur-Loire, Malville, Prinquiau, Quilly, Saint-Étienne-de-Montluc, Savenay in Le Temple-de-Bretagne sestavlja kanton Blain; slednji se nahaja v okrožju Saint-Nazaire.

## Zanimivosti
- Notre-Dame de Blanche-Couronne
- Cerkev Marijinega Rojstva

- opatija Notre-Dame de Blanche-Couronne iz 12. stoletja, ukinjena s francosko revolucijo, francoski zgodovinski spomenik od leta 1994,
- cerkev Marijinega Rojstva iz začetka 20. stoletja,
- kapela sv. Jožefa iz sredine 19. stoletja.